# 29491 Pfaff
29491 Pfaff è un asteroide della fascia principale. Scoperto nel 1997, presenta un'orbita caratterizzata da un semiasse maggiore pari a 2,6326802 UA e da un'eccentricità di 0,0818923, inclinata di 2,36346° rispetto all'eclittica.